# 各務支考
各務 支考（かがみ しこう、寛文5年(1665年) - 享保16年2月7日(1731年3月14日)）は、江戸時代前期の俳諧師。蕉門十哲の一人。村瀬吉三郎の子。別号に東華房、西華房、獅子庵などがある。美濃国山県郡北野村西山（現在の岐阜市）出身。
幼少より俳才を発揮し、元禄のころに松尾芭蕉の門下に入る。森川許六とともに論客と知られたが、性格は利己主義的だとして悪評もあった。後年、美濃派の育成に努めた。著書は『笈日記』・『俳諧十論』・『葛の松原』など多数。

## 生涯
幼少の頃父を失い、禅刹大智寺に入るが、19歳頃に下山して還俗し、次姉の嫁ぎ先の各務宗三郎方に入籍する。以後、京都や伊勢山田にいたか。元禄3年（1690年）3月、近江で松尾芭蕉に対面入門し、翌年芭蕉に従って江戸に下向する。元禄5年（1692年）陸奥行脚を行い、処女作の俳論書『葛の松原』を発表する。元禄7年（1694年）、伊賀から大坂へ向かう芭蕉の旅に同行し、芭蕉の臨終を看取る。このとき芭蕉の遺書を代筆している。
芭蕉没後、伊賀・伊勢・近江・江戸などを巡り、諸国行脚と追善興行を繰り返した。この間、芭蕉の遺吟・遺文を集めて『笈日記』を著している。正徳元年（1711年）に佯死し、以後自らを先師と呼び、蓮二坊・渡辺ノ狂などの変名を名乗る。この頃、伊勢山田に草庵（十一庵）を結び拠点としている。『伊勢新百韻』を刊行したころから支考独自の作風が確立された。その後、九州・中国・四国・北陸など各地を精力的に旅し、句集や俳論などを盛んに出版。また多くの弟子を育成していく。享保4年（1719年）に加賀千代女を訪問し、美婦で「あたまからふしぎの名人」と喧伝した。
享保9年（1724年）以降、郷里の美濃山県に定住し、蘆元坊里紅に道統を譲り、獅子庵で没した。享年67。死の直前まで執筆を続けており、『論語先後鈔』が絶筆となる。大智寺に生前、自ら建てた墓に葬られた。墓碑銘は「梅花佛」。蘆元坊によって支考の追善集『文星観』が刊行されている。
各務支考から蘆元坊に伝えられた道統は美濃派、または獅子門と称する。獅子門は、現在第四十一世道統に引き継がれ綿々と活動が続けられている（獅子門 (https://shishimon-web8.webnode.jp)）。晩年の住まいだった獅子庵は岐阜県の史跡に指定されている。

## 別号一覧
- 盤子
- 野盤子
- 見龍
- 東華坊
- 西華坊
- 蓮二
- 蓮二坊
- 十一庵
- 獅子庵
- 獅子房
- 獅子老人
- 渡辺ノ狂
- 白狂
- 羚羊子
- 是仏房
- 瑟々庵
- 万寸
- 饅丁
- 華表人
- 羶乙子
- 表蝶子
- 博望士
- 烏有仙
- 黄山老人
- 坊主仁平
- 佐渡入道
- 霊乙
- 橘尼子
- 桃花仙
- 松尊者竹羅漢
- 卉名連

## 編著
- 『葛の松原』（処女作）
- 『芭蕉翁追善之日記』
- 『笈日記』
- 『梟日記』
- 『続五論』
- 『西華集』
- 『東華集』
- 『帰花』
- 『そこの花』
- 『東西夜話』（元禄14年）
- 『玉まつり』
- 『草刈笛』牧童と共編
- 『霜のひかり』編
- 『夜話くるひ』
- 『白陀羅尼』
- 『三疋猿』
- 『俳諧一巻伝』
- 『国の花』
- 『すの字』
- 『三日歌仙』
- 『東山万句』
- 『家見舞』
- 『南無俳諧』
- 『越の名残』
- 『夏衣』
- 『白扇集』
- 『東山墨なをし』
- 『山中三笑』
- 『阿誰話』
- 『つれづれの讃』
- 『碑銘秘註』
- 『発願文』
- 『本朝文鑑』
- 『俳諧十論』
- 『新撰大和詞』
- 『伊勢新百韻』[注釈 1]
- 『三千化』
- 『蓮の葉風』
- 『桃の首途』
- 『芭蕉庵三日月日記』
- 『野盤子考』
- 『梅十論』
- 『和漢文操』
- 『俳諧金花伝』
- 『灌頂伝』
- 『三鳥伝』
- 『白馬伝』
- 『茶話禅』
- 『一字録』
- 『六一経』
- 『和漢百花賦』
- 『俳諧古今抄』
- 『難陳二百韻』
- 『口状（露川責）』
- 『十論為弁抄』
- 『削りかけの返事』
- 『論語先後鈔』
- 『芭蕉翁廿五箇条』
- 『古今集俳諧歌解』
- 『仮名遣捷径』
- 『俳諧廿五箇条注解』